# Anthony Standen
Pour les articles homonymes, voir Standen.
Anthony Standen est un chimiste né le 9 septembre 1906 et mort le 22 juin 1993,. 
Il est connu pour avoir publié en 1950 l'ouvrage Science is a Sacred Cow (en), qui dénonce "l'admiration fétichiste pour la science".
Il a également dirigé l'ouvrage collectif Encyclopedia of chemical technology. Supplement Volume 2 en 1960.